# هیوندای کورس
هیوندایی کورِس (به انگلیسی: Hyundai Chorus) خودرویی است که در سراسر جهان تولید شده‌است. سیستم جعبه‌دندهٔ آن به صورت دستی است.
این خودرو در ایران توسط شرکت ایران خودرو دیزل ساخته می‌شد.